# Eugen Galewsky
Eugen Emanuel Galewsky (geboren 6. Februar 1864 in Breslau; gestorben 15. Februar 1935 in Dresden) war ein deutscher Dermatologe.

## Leben
Geboren wurde er in eine angesehene Breslauer Kaufmannsfamilie. Sein Vater, Louis Galewsky (1819–1895), war Hersteller von Branntweinen und Likören. Zwischen 1883 und 1888 studierte Eugen Galewsky Medizin an der Schlesischen Friedrich-Wilhelms-Universität zu Breslau sowie an der Albert-Ludwigs-Universität Freiburg in Freiburg im Breisgau, an der er 1887 als Doktor der Medizin promovierte. Nach einem Praktikum am Hygiene-Institut an der Freiburger Universität arbeitete an einer der damals besten deutschen Hautkliniken, der Klinik von Albert Neisser in Breslau. Von 1891 an ließ er sich als frei praktizierender Dermatologe in der Dresdner Waisenhausstraße 28 nieder. Er war ein Freund und Arzt des Dresdner Frauenarztes Fritz Brosin.
Seit ihrer Gründung 1902 gehörte er zu den aktiven Förderern der Deutschen Gesellschaft zur Bekämpfung der Geschlechtskrankheiten und war Vorsitzender der Landesgruppe Sachsen dieser Gesellschaft.
Parallel zu Johannes Werther beschäftigte er sich mit der Herstellung von Moulagen zur Veranschaulichung vor allem der Wirkungen von Geschlechtskrankheiten und konnte 1902 Karl August Lingner überzeugen, die Ausstellung Volkskrankheiten und ihre Bekämpfung 1903 als dessen erste Gesundheitsausstellung zu gestalten. Diese fand so großen Zulauf, dass sie 1904 bis 1906 außerdem noch in Frankfurt am Main, München und Kiel gezeigt wurde. Auf Galewskys Anregung hin gründete Lingner 1910 das Pathoplastische Institut, dessen erster Mouleur Fritz Kolbow (bis 1922) wurde und deren ärztlich-wissenschaftlicher Berater Galewsky (ab 1926 gemeinsam mit seinem Sozius Karl Linser) und das später dem Hygiene-Museum angegliedert wurde.
Ein eigener Pavillon auf der Internationalen Hygiene-Ausstellung Dresden 1911 war den Geschlechtskrankheiten gewidmet, für den er konzeptionell verantwortlich zeichnete. Dazu konnte auch auf die Moulagensammlung von Johannes Werther zurückgegriffen werden, deren realitätsnahe Darstellung dem Pavillon einerseits enormen Zulauf brachte, andererseits aber auch den Beinamen „Galewskys Schreckenskammer“.
1912 wurde er auf Grund seiner wissenschaftlichen Leistungen zum Professor ernannt.
Er führte als Erster das 1,8-Dihydroxy-10H-anthracen-9-on (Cignolin, Dithranol) zur Therapie der Psoriasis (Schuppenflechte) ein. Die Idee, war, das bis dahin verwendete Arzneimittel Chrysarobin mit erheblichen Nebenwirkungen zu ersetzen. 1916 erhielt die Bayer AG in Leverkusen das Patent für die Synthese des Dithranol auf einem preiswerten Weg. Es gibt genügend Hinweise, dass er die Idee 1913 an seinen Bruder Paul Galewsky, der Chemiker und zu diesem Zeitpunkt bei der Bayer AG beschäftigt war,  herantrug und dieser wiederum die industrietechnische Realisierung initiierte und beeinflusste. Dithranol wird auch über 100 Jahre nach dessen Entdeckung noch in der Behandlung dieser Krankheit eingesetzt.
Im Jahr 1925 richtete Galewsky gemeinsam mit Johannes Werther den 14. Kongress der Deutschen Dermatologischen Gesellschaft aus – eine Ehre, die die Anerkennung der Arbeit der Dresdner Dermatologen durch ihre Zeitgenossen ausdrückt: Bis dahin  hatte noch nie ein solcher Kongress an einem Ort stattgefunden, der keine medizinische Hochschule besaß.
Bedeutend war sein Einsatz als dafür eingesetzter Regierungskommissar für den Erlass des Gesetzes zur Bekämpfung der Geschlechtskrankheiten von 1927.
Seit 1933 war er zunehmenden Schikanen ausgesetzt, er wurde als Schnaps-Jude (in Anlehnung an die Tätigkeit seines Vaters) verunglimpft, seine Praxis boykottiert, das Betreten des Hygiene-Museums verboten. Er starb am 15. Februar 1935, hochverehrt in Fachkreisen, in der Dresdner Öffentlichkeit wurde sein Tod ignoriert. Als Todesursache wurde Herzversagen angegeben, aber schon seine Zeitgenossen deuteten dies als Suizid.

## Veröffentlichungen (Auswahl)
Während seines Lebens veröffentlichte Eugen Galewsky über 100 Artikel zu Haut-, Haar- und Geschlechtskrankheiten, deren Ursachen und ihre Therapie. Eine Auswahl früher Arbeiten:
- Eugen Galewsky: Ein einfaches Verfahren zur Herstellung von Hautphotographien (zur Erklärung der von der Dermatolog. Klinik zu Breslau ausgestellten Photographien), Archiv für Dermatologie und Syphilis, 1. Februar 1892, Vol. 23, Nr. 1, S. 323–328, ISSN 0365-6020, doi:10.1007/BF01940209
- Eugen Galewsky: Über eine noch nicht beschriebene Haarerkrankung (Trichonodosis), Archiv für Dermatologie und Syphilis, 1. Juni 1906, Vol. 81, Nr. 2–3, S. 195–196, ISSN 0365-6020, doi:10.1007/BF01929036
- Eugen Galewsky: Über eine eigenartige Verhornungsanomalie der Follikel und deren Haare, Archiv für Dermatologie und Syphilis, 1. März 1911, Vol. 106, Nr. 1–3, S. 215–216, ISSN 0365-6020, doi:10.1007/BF02012041
- Eugen Galewsky: Über Erythrodermia congenitalis ichthyosiformis, Archiv für Dermatologie und Syphilis, 1. Dezember 1912, Vol. 113, Nr. 1, S. 373–380, ISSN 0365-6020, doi:10.1007/BF01825778